# Ingeniero de audio
Un ingeniero de audio es la persona encargada de la grabación, manipulación, mezcla y reproducción de sonido. Los ingenieros de audio usan tecnologías, algunos de manera creativa; para producir sonido para películas, radio, música, productos electrónicos y juegos de computadora. De manera alternativa, el término ingeniero de audio  puede referirse a un científico o ingeniero profesional que posee el título de B.Sc o M.Sc., el cual diseña, desarrolla y construye nuevas tecnologías de audio trabajando dentro del campo de la ingeniería acústica o de la ingeniería de telecomunicación.
La ingeniería de audio se encarga de los aspectos creativos y prácticos del sonido, incluyendo el habla y la música, así como del desarrollo de nuevas tecnologías de audio y la comprensión científica avanzada del sonido audible.

## Investigación y desarrollo
Los ingenieros de audio llevan a cabo investigación y desarrollo para la invención de nuevas tecnologías (equipo y técnicas), a fin de mejorar los procesos y la expresión artística. Ellos pueden diseñar simulaciones de recintos, determinar algoritmos para el procesamiento de señales de audio, especificar sistemas PA (Public Adress en inglés), llevar a cabo investigación en sonido audible para fabricantes de videoconsolas y trabajar en otros campos avanzados de la ingeniería de audio. También se les conoce como ingenieros acústicos.

### Educación
Los ingenieros de audio que trabajan en investigación y desarrollo pueden tener antecedentes en áreas como la acústica, ciencias de la computación, ingeniería de radiodifusión, física, ingeniería acústica y electrónica. Los cursos de ingeniería de audio en las universidades y colegios caen en dos grandes categorías: en primer lugar, el entrenamiento en el uso creativo del audio como ingeniero de sonido. En segundo lugar, la formación científica o ingenieril, la cual le permite a los estudiantes dedicar su carrera al desarrollo de tecnologías de audio. Tales cursos ofrecen un buen conocimiento de las tecnologías, si bien no tienen suficiente contenido matemático y científico para permitir la obtención de un trabajo en investigación y desarrollo de audio o en la industria acústica.

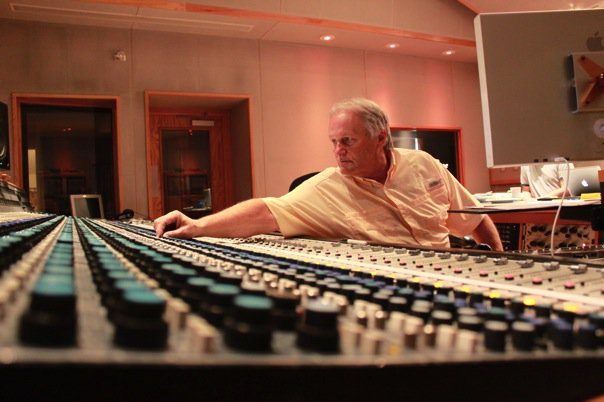
El destacado ingeniero de audio Roger Nichols en una antigua consola de grabación Neve.

Los ingenieros de audio en investigación y desarrollo usualmente poseen un título de grado o una certificación más avanzada en acústica, física, ciencias de la computación o en otra disciplina de la ingeniería. Estos pueden trabajar en consultoría acústica, especializándose en acústica arquitectónica. De manera alternativa, pueden laborar en compañías de audio (por ejemplo, como fabricantes de Auriculares), en otras industrias que requieren experiencia en audio (por ejemplo, en la industria automotriz) o llevar a cabo investigación en una universidad. Algunos puestos, tales como la participación en el claustro de profesorado, requieren un PhD. En alemán, el término Toningenieur se refiere a un ingeniero de audio que diseña, construye y repara sistemas de audio.

### Subdisciplinas
Las disciplinas listadas a continuación están basadas en el esquema de literatura científica PACS (Esquema de Clasificación de Física y Astronomía) usado por la ASA (Acoustical Society of America) con cierta revisión.

#### Procesamiento de señales de audio
Los ingenieros de audio desarrollan algoritmos para poder llevar a cabo la manipulación electrónica de las señales de audio. Estos pueden ser procesamientos característicos de la producción de audio, tales como la reverberación y el Auto-tune, o para la codificación perceptiva (por ejemplo, el formato mp3). Alternativamente, los algoritmos pueden llevar a cabo cancelación de eco, Skype o permitir que las pistas de audio sean clasificadas o identificadas a través de la recuperación de información musical (por ejemplo, el programa Shazam).

#### Acústica arquitectónica

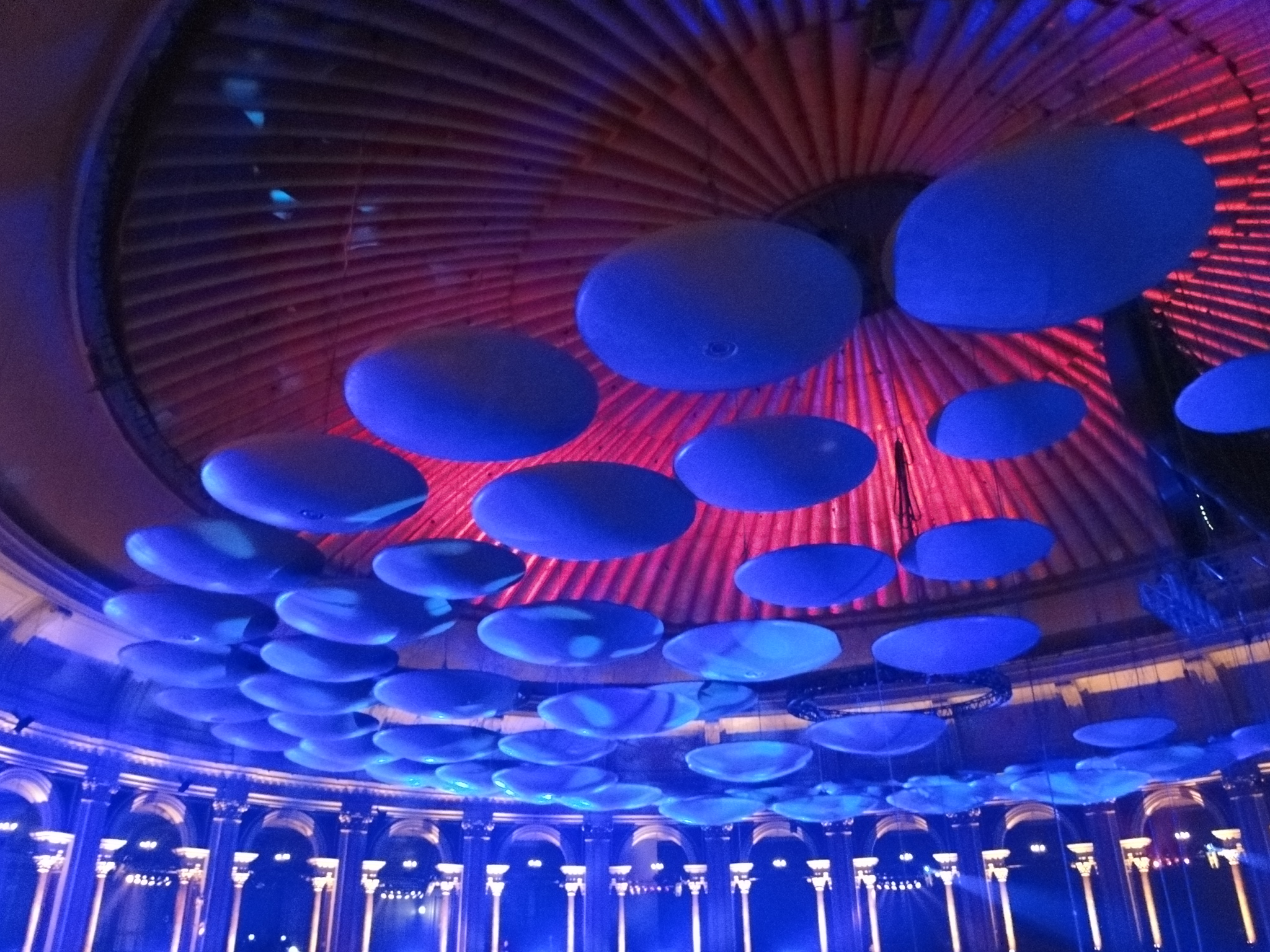
hongos de difusión acústica colgando del techo del Royal Albert Hall.

La acústica arquitectónica es la ciencia e ingeniería encargada de lograr un buen sonido dentro de un recinto. Para los ingenieros de audio, la acústica arquitectónica trata de alcanzar una buena inteligibilidad del habla en un estadio o de mejorar la calidad de la música en un teatro. El diseño acústico arquitectónico suele llevarse a cabo por consultores acústicos.

#### Electroacústica

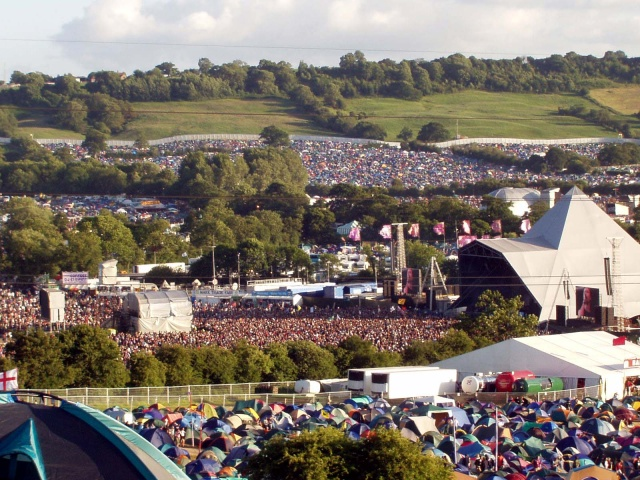
Festival de Glastonbury

La electroacústica se preocupa del diseño de audífonos, micrófonos, altavoces, sistemas de reproducción de sonido y de tecnologías para grabación. Ejemplos de diseño electroacústico son los dispositivos electrónico portátiles (por ejemplo, los teléfonos celulares, reproductores portátiles y tabletas), sistemas de sonido en acústica arquitectónica, sonido envolvente en salas de cine y car audio.

#### Acústica musical
La acústica musical se encarga de la investigación y descripción de la ciencia de la música. En la ingeniería de audio, esto incluye al diseño de instrumentos electrónicos, tales como los sintetizadores, la voz humana (la física y neurofisiología del canto), el análisis computacional del audio, la musicoterapia y la percepción y cognición de la música.

#### Psicoacústica
La psicoacústica es el estudio científico de cómo responden los humanos a lo que escuchan. En el fondo de la ingeniería de audio se encuentran los oyentes, los cuales son el árbitro final que deciden si un diseño de audio es exitoso o no, como en el caso de una grabación binaural, juzgando si esta produce inmersión o no.

#### Habla
La producción, el procesamiento por computadora y la percepción del habla es una parte importante de la ingeniería de audio. Esta se asegura de que el habla sea transmitida de manera inteligible, eficiente y con alta calidad en recintos por medio de sistemas PA y a través de sistemas de telefonía móvil, como parte de las áreas importantes de su estudio.

## Profesionales

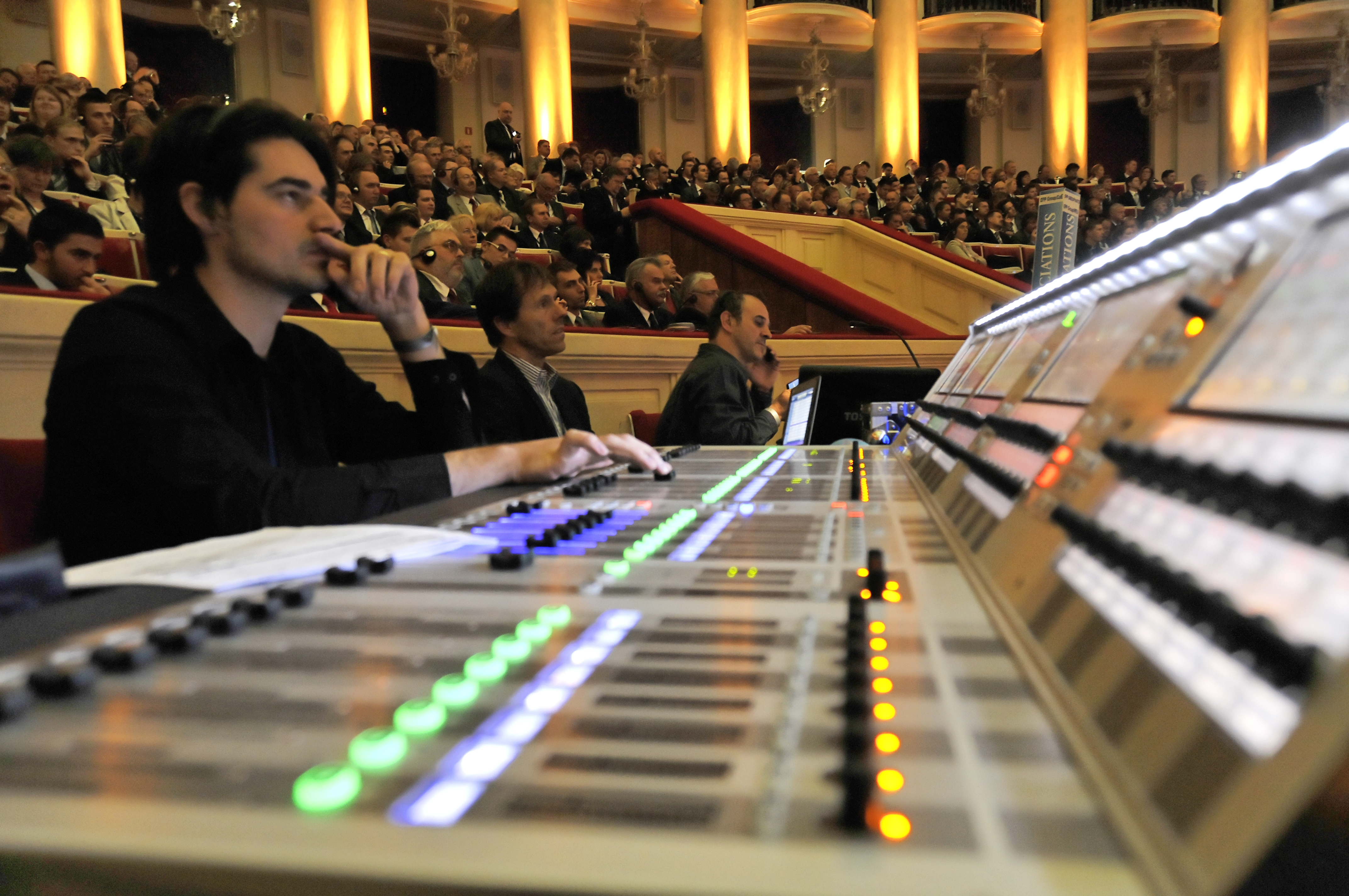
Mezcla de sonido en vivo

El productor, ingeniero y sonidista Phil Ek ha descrito a la ingeniería de audio como el "aspecto técnico de la grabación (la colocación de micrófonos, el ajuste de las perillas para preamplificadores y la configuración de los niveles de audio". La grabación física de cualquier proyecto es hecha por un ingeniero... los detalles prácticos" Una variedad de términos se usan para describir a los ingenieros de audio que instalan, operan o llevan a cabo grabación de sonido, refuerzo de sonido o equipo de radiodifusión de sonido, lo cual incluye pequeñas y grandes mesas de mezcla. Los términos tales como "técnico de audio", "técnicos de sonido", "ingeniero de audio", "tecnólogo de audio", "ingeniero de grabación", "editor de sonido" e "ingeniero de sonido" pueden ser ambiguos; dependiendo del contexto pueden llegar a ser sinónimos, o pueden referirse a diferentes roles en la producción del audio. Tales términos pueden referirse a una persona trabajando en la producción musical y de sonido; por ejemplo, un "ingeniero de sonido" o "ingeniero de grabación" se encuentra comúnmente listado en los créditos de grabaciones de música comercial (del mismo modo en que ocurre con otras producciones que incluyen sonido, tal como en las películas). Estos títulos también pueden referirse a técnicos que dan mantenimiento al equipo de audio profesional. Ciertas jurisdicciones prohíben específicamente el uso del título de ingeniero a cualquier individuo que no es un miembro registrado de una institución que otorga licencias de ingeniería profesional.
En alemán, el "Tontechniker" (técnico de audio) es el que opera el equipo de audio y el "Tonmeister" (Maestro de sonido) es una persona que crea grabaciones o emisiones de música, el cual se encuentra tanto entrenado profundamente en la música (en géneros clásicos y populares) como en el conocimiento práctico y teórico detallado de prácticamente todos los aspectos del sonido.[cita requerida]

### Educación
Los ingenieros de audio tienen experiencia en áreas tales como audio, bellas artes, radiodifusión o música. Algunos ingenieros de audio que trabajan en producción son autodidactas sin entrenamiento formal.

### Profesionales

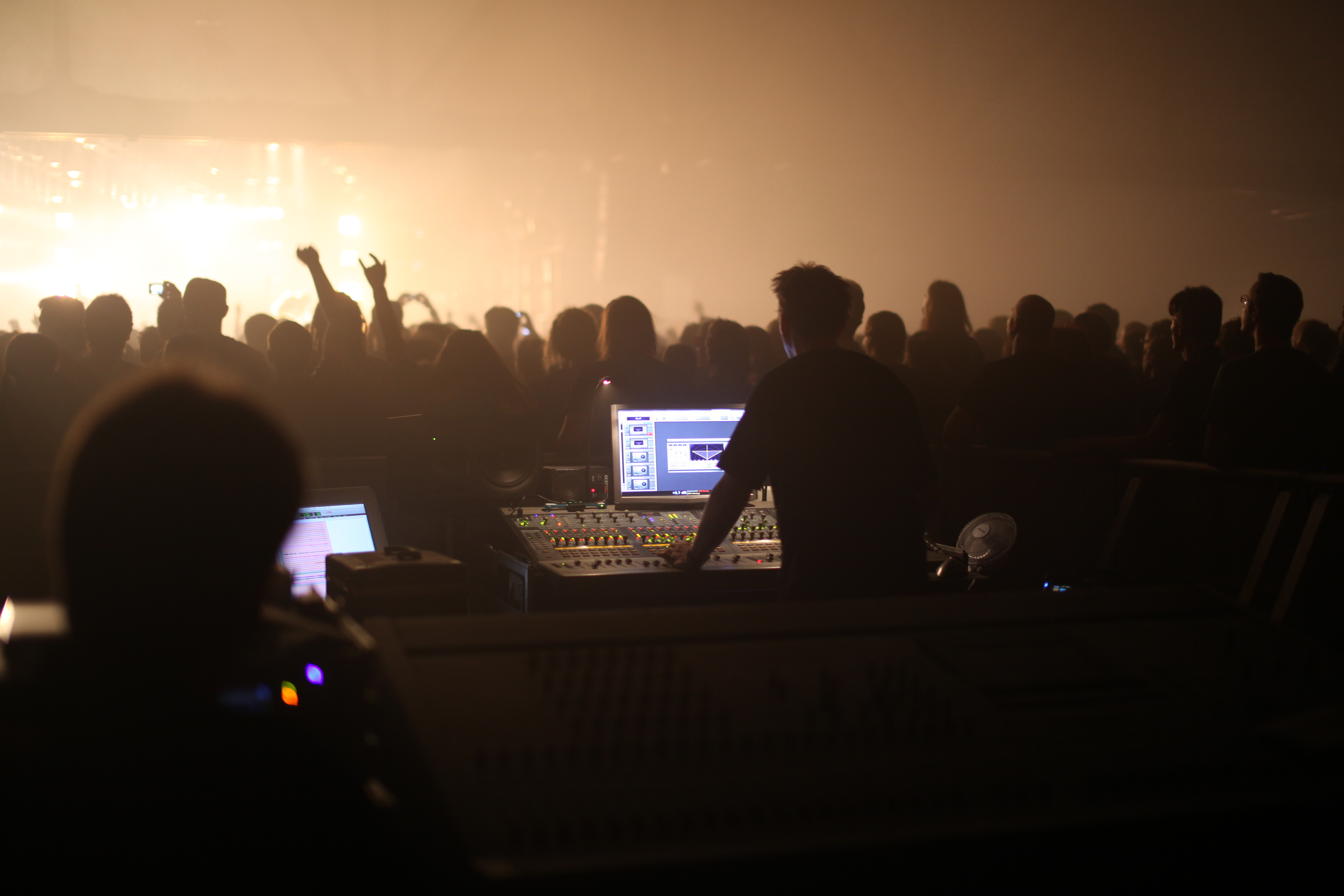
Mezclando audio en vivo para una banda desde la sala (FOH).

En el ambiente del estudio de grabación, un ingeniero de sonido graba, edita, manipula, mezcla o masteriza el sonido por medios técnicos para llevar a cabo la visión creativa del artista o del productor discográfico. Mientras que este es usualmente asociado con la producción musical, un ingeniero de audio trabaja con el sonido para un amplio número de aplicaciones, incluyendo a la posproducción de vídeo y film, el refuerzo de sonido en vivo, la publicidad, la multimedia y la radiodifusión. En producciones mayores, un ingeniero de audio es responsable de los aspectos técnicos de un grabación de sonido y otras producciones de audio y trabaja junto con un productor discográfico o un director, si bien el rol del ingeniero puede también ser integrado con aquel del productor. En producciones y estudios más pequeños el ingeniero de audio y el productor son a menudo la misma persona.
En aplicaciones típicas de refuerzo de sonido, los ingenieros de audio frecuentemente asumen el rol del productor, tomando decisiones artísticas y técnicas, e incluso a veces decisiones de programación de eventos y de presupuesto.

### Sub disciplinas
Existen cuatro pasos diferentes para llevar a cabo una producción comercial de una grabación: grabación, edición, mezcla y masterización. Normalmente, cada una es ejecutada por un ingeniero de sonido que se especializa solamente en esa parte de la grabación. 
- Ingeniero de estudio: Un ingeniero que trabaja en las instalaciones de un estudio profesional, lo cual lo puede hacer junto con un productor o de manera independiente.
- Ingeniero de grabación: Un ingeniero que graba sonido.
- Ingeniero asistente: A menudo empleado en estudios grandes, los cuales les permiten capacitarse para convertirse en ingenieros de tiempo completo. A menudo asisten a los ingenieros de tiempo completo en la colocación de los micrófonos, desgloses de las sesiones y en algunos casos, mezclas primarias.[17]
- Ingeniero de mezcla: una persona que crea mezclas de grabaciones multipista. Es común que una grabación comercial sea elaborada en un estudio y luego sea mezclada por otros ingenieros en diferentes estudios.
- Ingeniero de masterización: comúnmente es la persona que mezcla las pistas estéreo finales (o a veces solo unas cuantas pistas o grupos de ellas) que el ingeniero de mezcla produce. El ingeniero de masterización hace cualquier ajuste final al sonido total de la grabación antes de su duplicación comercial. Los ingenieros de masterización usan principios de ecualización y compresión para afectar la coloración del sonido.
- Ingeniero diseñador de audio para videojuegos: Trabaja en los aspectos del sonido en el desarrollo de un videojuego.
- Ingeniero de sonido en vivo.
  - Ingeniero de sala (FOH) o A1:[18] La persona ocupada del refuerzo de sonido en vivo. Este usualmente incluye la planificación e instalación de los altavoces, el cableado y el equipo, así como la mezcla del sonido durante el show. Esto puede o no incluir al funcionamiento del sonido de los monitores. Un ingeniero de refuerzo de sonido en vivo escucha el material proveniente de la fuente e intenta poner la experiencia sonora a la par del rendimiento del sistema.[19]
  - Ingeniero de micrófonos inalámbricos o A2: En esta posición, la persona es responsable de los micrófonos inalámbricos durante una producción de teatro, un evento deportivo o un evento corporativo.
  - Ingeniero de monitores o de altavoces de escenario: La persona que pone en funcionamiento el sonido de los monitores durante un evento en vivo. En inglés se usa el término "foldback", el cual es anticuado y se refiere a la práctica de devolver las señales provenientes de la mesa de mezclas de la sala (FOH) al escenario para que los músicos puedan escucharse a ellos mismos mientras llevan a cabo su ejecución. Los ingenieros de monitores usualmente poseen un sistema de audio separado del ingeniero de sala y manipulan señales de audio independientemente de lo que escuche la audiencia, a fin de satisfacer los requerimientos de cada intérprete en el escenario. Los monitores de oído, las mesas de mezcla análogas y digitales, así como una variedad de altavoces son usados por los ingenieros de monitores. De la misma manera, la mayoría de los ingenieros de monitores debe estar familiarizado con el equipo inalámbrico o de radiofrecuencia (RF)  y debe comunicarse personalmente con el(los) artista(s) durante cada interpretación.
  - Ingeniero de sistemas: es el responsable del diseño de las instalaciones de los sistemas PA modernos, los cuales son frecuentemente complejos. Un ingeniero de sistemas es usualmente denominado como el " jefe del personal" de la gira y es el encargado del desempeño y de los requerimientos diarios de trabajo del personal de audio completo en conjunto con el sistema de audio de sala. Esta es una labor que únicamente tiene que ver con la implementación del sonido, la cual no debe de confundirse con el campo interdisciplinario de la ingeniería de sistemas, la cual requiere de una titulación profesional.
- Ingeniero de mezcla y edición de sonido para productos audiovisuales: Es la persona que mezcla pistas de audio para largometrajes y/o programas de televisión.

### Equipo

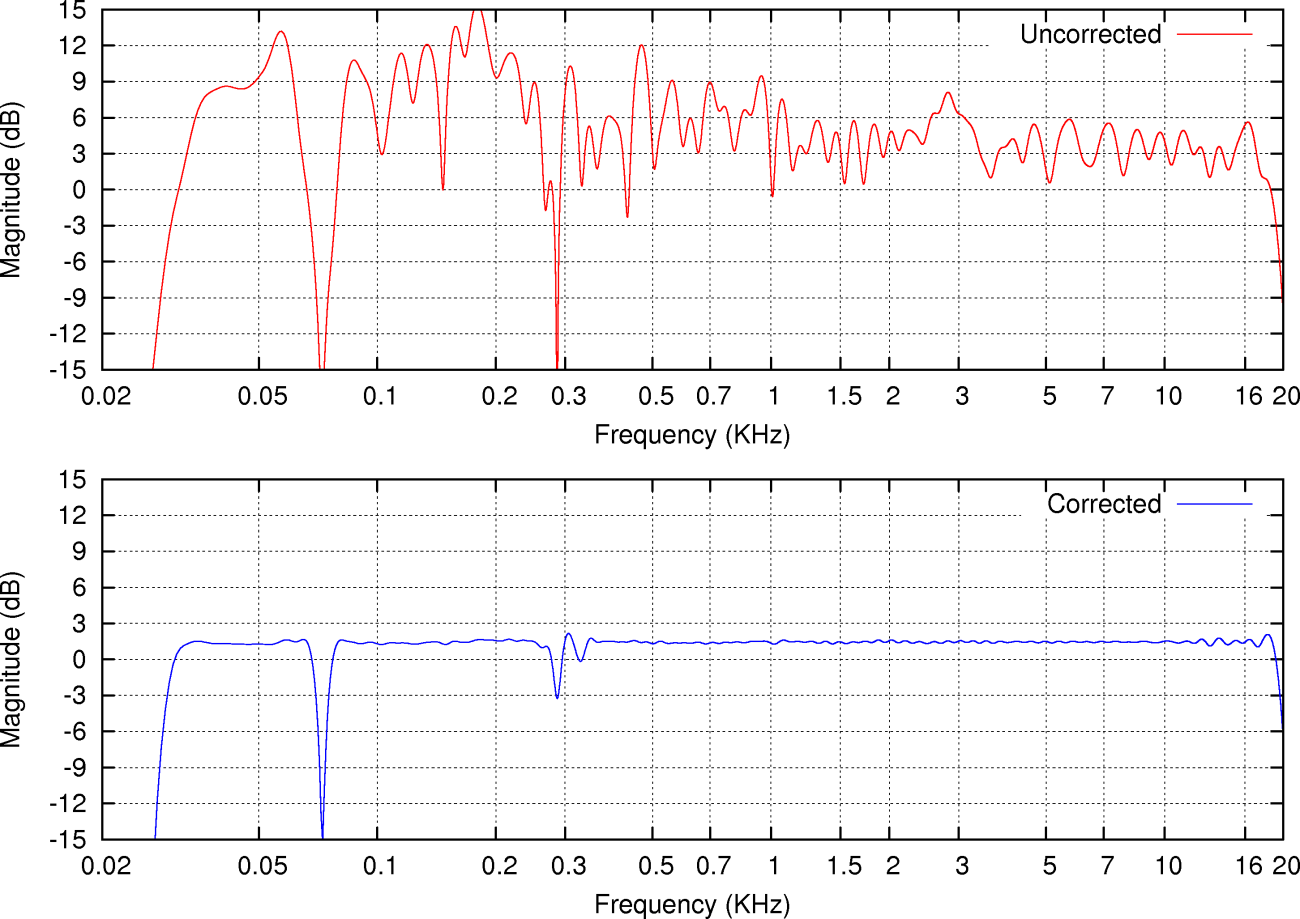
Corrección de la respuesta de frecuencia de un recinto.

Un técnico de audio es competente con diferentes tipos de medios de grabación, tales como la cinta analógica, las grabadoras digitales multipista y estaciones de trabajo, así como con conocimientos de computación. Con el advenimiento de la era digital, se está haciendo cada vez más importante que el técnico de audio tenga experiencia y entendimiento de la integración del software y hardware, desde el proceso de sincronización hasta la transferencia de lo análogo a lo digital. Los ingenieros de audio, en su labor diaria, operan y hacen uso de:
- Amplificadores
- Convertidores analógico-digital
- Estaciones de trabajo de audio digital (DAW)
- Convertidores digital-analógico
- Compresores de sonido
- Altavoces
- Micrófonos
- Mesas de mezcla
- Secuenciadores
- Preamplificadores
- Procesadores de señales
- Magnetófonos

### Ingenieros de grabación famosos
- Jorge Portugués Da Silva
- Steve Albini
- Billy Anderson
- Jim Anderson
- Michael J. Bishop
- Bill Bottrell
- David Bottrill
- Helmut Burk
- Chuck Britz
- Terry Brown
- John Burns
- Dru Castro
- Fred Catero
- Roy Cicala
- Bob Clearmountain
- Terry Date
- Rhett Davies
- Nick Davis
- Charles De Schutter
- Tom Dowd
- Mark "Flood" Ellis
- Geoff Emerick
- Jack Endino
- Bob Ezrin
- David R. Ferguson
- Dave Fridmann
- Rudy Van Gelder
- Nigel Godrich
- Doug Grean
- James Guthrie
- Mick Guzauski
- Roy Halee
- Wally Heider
- David Hentschel
- Bones Howe
- Andrew Jackson
- Andy Johns
- Glyn Johns
- Leslie Ann Jones
- Neil Kernon
- Jacquire King
- Eddie Kramer
- Greg Ladanyi
- James Lock
- Chris Lord-Alge
- Tom Lord-Alge
- Reinhold Mack
- Mike Marciano
- Tony Maserati
- George Massenburg
- Yuri Morozov
- Jack Mullin
- Evgeny Murzin
- Roger Nichols
- Clif Norrell
- Paul Northfield
- Gary Paczosa
- Hugh Padgham
- Robert Parker
- Alan Parsons
- Les Paul
- Dave Pensado
- Lynn Peterzell
- Tony Platt
- Resul Pookutty
- Bill Porter
- Bill Putnam
- Phil Ramone
- Emitt Rhodes
- Bruce Robb (producer)
- Susan Rogers
- Scott Salem
- Elliot Scheiner
- Al Schmitt
- Ken Scott
- Da-Hong Seetoo
- Eberhard Sengpiel
- Norman Smith
- H. Sridhar
- Chris Steinmetz
- Mike Stone
- Neil Strauch
- Stephen Street
- Bruce Swedien
- Bill Szymczyk
- Mike Terry
- Wharton Tiers
- Devin Townsend
- Ken Townshend
- Phil Thornalley
- John Travis
- Robert Venable
- Andy Wallace
- Kenneth Wilkinson
- Kenneth Wilkinson
- Johnny Torres

### Ingenieros de masterización famosos
- Bernie Grundman
- Steve Hoffman
- Ted Jensen
- Bob Katz
- Bob Ludwig
- Rodney Mills
- George Peckham
- Johnny Torres
- Mike Dean

### Ingenieros de sonido en vivo famosos
- Dan Healy
- "Big Mick" Hughes
- Hutch
- Bruce Jackson
- Bill Porter
- Dave Rat
- Simon Hodge
- Charlie Richmond
- Owsley Stanley
- Charles De Schutter